# Kanton Tourouvre au Perche
Kanton Tourouvre au Perche ( voorheen Kanton Tourouvre) is een kanton van het Franse departement Orne. Het kanton maakt deel uit van het arrondissement Mortagne-au-Perche. Bij decreet van 5 maart 2020 werd de naam van het kanton aangepast aan de naam van zijn hoofdplaats.

## Gemeenten
Het kanton Tourouvre omvatte tot 2014 de volgende 15 gemeenten:
- Autheuil
- Beaulieu
- Bivilliers
- Bresolettes
- Bubertré
- Champs
- Lignerolles
- Moussonvilliers
- Normandel
- La Poterie-au-Perche
- Prépotin
- Randonnai
- Saint-Maurice-lès-Charencey
- Tourouvre (hoofdplaats)
- La Ventrouze

Na de herindeling van de kantons bij decreet van 25 februari 2014, met uitwerking op 22 maart 2015, werd het kanton uitgebreid tot 41 gemeenten.

Op 1 januari 2016 werden de gemeenten Autheuil, Bivilliers, Bresolettes, Bubertré, Champs, Lignerolles, La Poterie-au-Perche, Prépotin, Randonnai en Tourouvre samengevoegd tot de fusiegemeente (commune nouvelle) Tourouvre au Perche.

Op 1 januari 2016 werden de gemeenten La Lande-sur-Eure, Longny-au-Perche, Malétable, Marchainville, Monceaux-au-Perche, Moulicent, Neuilly-sur-Eure en Saint-Victor-de-Réno samengevoegd tot de fusiegemeente (commune nouvelle) Longny les Villages.

Op 1 januari 2018 werden de gemeenten Moussonvilliers, Normandel en Saint-Maurice-lès-Charencey samengevoegd tot de fusiegemeente (commune nouvelle) Charencey.
Sindsdien omvat het kanton volgende 23 gemeenten : 
- Les Aspres
- Auguaise
- Beaulieu
- Bizou
- Bonnefoi
- Bonsmoulins
- Brethel
- La Chapelle-Viel
- Charencey
- Crulai
- La Ferrière-au-Doyen
- Les Genettes
- L'Hôme-Chamondot
- Irai
- Longny les Villages
- Le Mage
- Le Ménil-Bérard
- Les Menus
- Moulins-la-Marche
- Le Pas-Saint-l'Homer
- Saint-Hilaire-sur-Risle
- Tourouvre au Perche
- La Ventrouze